# WikiLeaks
«WikiLeaks» (/wɪkɪˈliːks/, вікілікс, англ. wiki та leak — витік) — міжнародна організація, що займається витоками таємної інформації та її подальшою публікацією на своєму сайті. Джерела інформації завжди залишаються анонімними. Організацію було засновано в грудні 2006 зусиллями австралійця Джуліана Ассанжа.
WikiLeaks (МФА: [wɪkiliːks]; від англ. wiki і англ. leak — «витік») — міжнародний соціальний мережевий проєкт, заснований на допрацьованому вікі-рушії, в якому була введена можливість анонімного редагування статей з використанням технологій MediaWiki, Freenet, Tor і PGP.
Метою проєкту оголошено «невідслідковуване публікування і аналіз документів, що стали доступними внаслідок витоку інформації». Для навігації можливий захищений доступ з використанням протоколу HTTPS. Незважаючи на свою назву, Wikileaks не є вікі-сайтом: читачі, які не мають відповідного дозволу, не можуть змінювати його зміст. Але стати анонімним джерелом інформації може будь-хто, хто має її у своєму розпорядженні і надішле до «редакції».

## Дипломатичне листування США
Витік стався наприкінці листопада 2010 року, коли на сайті з'явилося понад 250 тисяч листів дипломатів США. Серед інших даних, стало відомо, що лідери Саудівської Аравії зверталися з проханням до США про авіаудар по Ірану, також стали відомі численні неформальні характеристики світових лідерів.
За підозрою у витоці інформації заарештований Бредлі Меннінг, рядовий армії США.

### Україна на Wikileaks
Wikileaks пообіцяли оприлюднити 1139 документів стосовно України.
Зокрема українська спільнота отримала можливість дізнатися про подробиці зустрічі Дмитра Фірташа, Юрія Луценка та інших високопосадовців з екс-послом США в Україні Вільямом Тейлором. У звіті екс-посла США Вільяма Тейлора про зустріч з Дмитром Фірташем, яка пройшла 8 грудня 2008 року, опублікованому WikiLeaks, стверджується, що Дмитро Фірташ придбав 61 % акцій медіагрупи «Інтер». Дипломат зазначав, що медіагрупа є «власником і співвласником 7 телевізійних каналів і новинного агентства UkrainianNews Agency».
У звітах розповідається, що Фірташ використовує кризу 2008 року для скуповування банків. Фірташ планував придбати контрольний пакет акцій банку «Надра», сьомого найбільшого банку України. Міжнародна холдингова компанія Фірташа Group DF буде першим наступом Фірташа на банківський сектор України. Ця покупка «продовжує останні тенденції з боку Фірташа з диверсифікації своєї ресурсної бази за межами політично ризикованого енергетичного сектора України». У зв'язку з кризою «Надра» нібито відчували проблеми з ліквідністю і мали негаразди з кредитами на суму 609 мільйонів доларів. Однак неназване джерело посольства розповіло, що насправді банк ніяких проблем з ліквідністю не мав. Сума, за яку Фірташ планував купити 86,7 % акцій банку, оцінювалася 50 мільйонами доларів, хоча цей пакет міг коштувати 4,23 мільярда доларів.
Британське видання Guardian, яке входить до п'ятірки впливових світових газет, через які сайт Wikileaks оприлюднює американські дипломатичні таємниці, в статті під заголовком «Торгівля озброєнням зі Східної Європи процвітає: попередження США колишнім радянським державам не стримало потоку зброї до Близькосхідних режимів і терористичних угрупувань» пише, що Україна згадується в числі кількох держав, які викликали невдоволення США своїми операціями на ринку озброєнь. З дипломатичних депеш американських посольств випливає, що США намагалися втрутитися у понад десяток міжнародних оборудок із продажу зброї, фігурантами яких були Україна, Болгарія, Вірменія і Китай. У випадку кожної країни наводяться конкретні приклади лобіювання США окремих урядів щодо конкретних оборудок, які викликали застереження американців. Коли мова про Україну, то як пише Guardian, у листопаді 2009 року, коли в Києві велися переговори між Україною і США щодо нерозповсюдження зброї, помічник держсекретаря Ванн Ван Діпен висловлював невдоволення продажем Іранові техніки, яка могла бути використана для виготовлення балістичних ракет. Американський урядовець дорікнув також Україні за те, що в серпні 2009 року компанія «Укрспецекспорт» відправила у М'янму партію комплектуючих складових для бронетранспортерів, автоматичні гранатомети, протитанкові ракети точного наведення і танкові кулемети. Ван Діпен сказав, що українську зброю продали незважаючи на запевнення, надані урядові США, в тому, що після 2008 Україна не експортуватиме озброєння репресивній військовій диктатурі М'янми.
В опублікованих депешах Wikileaks екс-президент Леонід Кучма запевняв посла Вільяма Тейлора, що «в росіян достатньо важелів, щоб контролювати Тимошенко».
Згідно з секретними депешами, опублікованими на сайті Wikileaks, у січні 2009 року тоді посол у Москві Костянтин Грищенко доповів екс-послу США Вільяму Тейлору, що прем'єр Росії Володимир Путін «особисто невисокої думки» про Віктора Януковича і хотів би мати справу з Юлією Тимошенко. Грищенко розповів послові, що Путін ненавидів тодішнього президента Віктора Ющенка, не поважав Віктора Януковича, зате бачив у Юлії Тимошенко людину, якій можна якщо не довіряти, то хоча б співпрацювати з нею. За словами міністра, Кремль хотів мати в Києві «регента», людину, абсолютно підлеглу. Крім того, Грищенко зізнався послу, що уряд Тимошенко більше нагадує «таємне братство». «Люди бояться жартувати. Це повернення до СРСР», — скаржився Грищенко.

### Медведєв про Голодомор
29 листопада 2010 року на Wikileaks оприлюднено файли листування американських дипломатів де, зокрема, був такий фрагмент:
| Алієв отримав листа від президента Медведєва, в якому зазначено, що якщо Азербайджан підтримає визнання більшовицького штучного голоду в Україні "ґеноцидом" в ООН, то він "має забути про Нагірний Карабах взагалі". Оригінальний текст (англ.) "Aliyev had received a letter from President Medvedev telling him that if Azerbaijan supported the designation of the Bolshevik artificial famine in Ukraine as "genocide" at the United Nations, 'then you can forget about seeing Nagorno-Karabakh ever again'." |

### Греко-турецькі відносини
30 листопада 2010 року Wikileaks оприлюднила доповідь посла США в Анкарі Джеймса Джеффрі, який наполягає, що Туреччина планує спровокувати військову кризу, аби вторгнутися в Еврос. США підтвердили підготовку такої атаки в 2003 році, але проти плану виступив турецький генерал Доган.

## Блокування роботи
Після публікації у кінці листопада 2010 американського дипломатичного досьє на сервер почалися масовані DDOS-атаки. WikiLeaks був змушений скористатися можливостями хмарного вебсервісу Amazon EC2 в США. Але гостинність Amazon тривала недовго, вже 2 грудня 2010 компанія припинила співпрацю з WikiLeaks, відмовившись надавати послуги хостингу. За даними Associated Press, рішення про припинення співробітництва було прийнято під тиском голови Комітету Сенату США з національної безпеки Джозефа Лібермана, що відправив компанії відповідний запит. Ліберман не приховує своєї участі в блокуванні WikiLeaks. У опублікованій заяві він лише висловив жаль, що Amazon не зробила цього раніше.
Вже 3 грудня 2010 домен Wikileaks.org був «убитий» американським сервісом EveryDNS.net, який надає DNS-адреси. Сайт перемкнувся на швейцарський домен wikileaks.ch (доступні також wikileaks.de, wikileaks.fi і wikileaks.nl), зареєстрований на ім'я Шведської піратської партії.
До боротьби проти організації WikiLeaks підключилися члени Конгресу США, які 2 грудня представили законопроєкт під назвою SHIELD Act, який оголошує незаконним публікацію імен агентів, які видобувають інформацію для американських військових і розвідувальних служб. За словами законодавців, останній витік дипломатичних депеш по каналах WikiLeaks ставить під загрозу «американські національні інтереси, інтереси наших союзників і безпеку урядових службовців». По суті, мова йде про внесення поправок до прийнятого в США в 1917 році закону про шпигунство. Саме цей закон передбачається використовувати як юридичну основу для притягнення до суду Джуліана Ассанжа.
За даними Reuters, міністр промисловості, енергетики і цифрової економіки Франції Ерік Бессон відправив своїм колегам лист з проханням повідомити якнайшвидше, які заходи можуть бути вжиті для того, щоб сайт Wikileaks припинив роботу на території Франції. Також Бессон відмітив у своєму листі, що Франція не може надавати хостинг сайтам, що порушують таємницю дипломатичного листування і ставлять під загрозу життя людей.
4 грудня 2010 PayPal припинив обслуговування платежів WikiLeaks після тиску з боку уряду США. 7 грудня американські міжнародні платіжні системи Visa та MasterCard заблокували всі платежі на адресу сайту WikiLeaks. Бібліотека Конгресу США заблокувала для відвідувачів і користувачів WiFi-мережі доступ до сайту.
7 грудня 2010 британська поліція заарештувала засновника сайту WikiLeaks Джуліана Ассанджа згідно з міжнародним ордером, виданим урядом Швеції. У Швеції Джуліана Ассанджа, який має австралійське громадянство, звинувачено в двох випадках статевих домагань і одному зґвалтуванні.

## Кібервійна
Після того, як компанії PayPal, Visa та MasterCard відмовились надавати послуги Wikileaks, вони були атаковані невідомими хакерами. Речник Wikileaks Крістіан Граффсан заявив що ці напади не були узгоджені з організаторами сайту, і напевне були спонтанним висловленням обурення.. Загалом така поведінка цілком відповідає основним принципам хакерської етики — доступ до інформації має бути вільним.

## Критика
На сайті газети Die Presse у статті «WikiLeaks, рупор Кремля», WikiLeaks звинувачується у вибірковості викладення матеріалів.
Як влучно зазначило видання Deutsche Welle, після переїзду Ассанжа до Росії в 2012, Вікілікс практично перестав публікувати шкідливу для Кремля інформацію. Так, в 2016 сайт відмовився опублікувати 68 Гб даних з МВС Росії, що були пов’язані з російським вторгненням в Україну.

## Виноски
1. ↑  What is Wikileaks? [Архівовано 26 червня 2012 у Wayback Machine.] (англ.)
2. ↑  https://web.archive.org/web/20171120174314/https://www.alexa.com/siteinfo/https://wikileaks.org/
3. ↑  lookatme.ru Як працює Tor project. Архів оригіналу за 22 жовтня 2010. Процитовано 22 липня 2012.
4. ↑  Секреты всеобщего пользования. Архів оригіналу за 5 грудня 2010. Процитовано 5 грудня 2010. [Архівовано 2010-12-05 у Wayback Machine.]
5. ↑  WikiLeaks опубликовал секретную переписку дипломатов США (англ.). Лента.ру. 28 октября 2010. Архів оригіналу за 1 грудня 2010. Процитовано 1 грудня 2010.
6. ↑  Беспокойство по поводу здоровья Кристины Киршнер. Архів оригіналу за 1 грудня 2010. Процитовано 1 грудня 2010.
7. ↑  
«Кейблгейт, або Що зачаїлося на туманному дні» [Архівовано 7 грудня 2010 у Wayback Machine.] Дзеркало тижня № 45 (825) 4 — 10 грудня 2010
Автор: Оксана Стеценко
8. ↑  На WikiLeaks розмістять 1139 документів, що стосуються України. Архів оригіналу за 3 грудня 2010. Процитовано 1 грудня 2010.
9. ↑  WikiLeaks опублікує понад тисячу документів посольства США в Україні
10. ↑  WikiLeaks о поставках газа. Архів оригіналу за 7 грудня 2010. Процитовано 6 грудня 2010.
11. ↑  ФІРТАШ ПРИДБАВ 61 % ІНТЕРА [Архівовано 6 грудня 2010 у Wayback Machine.] — УП, 2 грудня 2010
12. ↑  Wikileaks. Справа Фірташа. Архів оригіналу за 30 грудня 2010. Процитовано 8 квітня 2011.
13. ↑  Як Україна обурила США експортом зброї — Wikileaks. Архів оригіналу за 10 грудня 2010. Процитовано 7 грудня 2010.
14. ↑  Костянтин Грищенко доповів американському послу, що Путін не поважає Януковича. Архів оригіналу за 12 березня 2011. Процитовано 26 березня 2011.
15. ↑  Wikileaks: Росія шантажувала інші країни, щоб не визнавали Голодомор — tsn.ua. Архів оригіналу за 22 грудня 2010. Процитовано 1 грудня 2010.
16. ↑  [Архівовано 2 грудня 2010 у Wayback Machine.] Wikileaks cables: Major themes — Бі-Бі-Сі
17. ↑  [Архівовано 23 січня 2011 у Wayback Machine.] Kremlin bullies neighbors over Holodomor — Kyiv Post
18. ↑  Leaked cables reveal close US interest in Turkish coup plans. Архів оригіналу за 20 січня 2011. Процитовано 1 грудня 2010. [Архівовано 2011-01-20 у Wayback Machine.]
19. ↑  Текст документу: [Архівовано 9 липня 2021 у Wayback Machine.] «The plan, which has been denied by both the military and retired General Dogan, involved false-flag bombing of mosques and efforts to provoke a military crisis with Greece in order to create the conditions for a military intervention.»
20. ↑  Και «πόλεμο» Ελλάδας — Τουρκίας «είδε» το WikiLeaks![недоступне посилання]
21. ↑  ΔΕΙΤΕ: Αφορά σε επεισόδιο στον Έβρο. Архів оригіналу за 3 грудня 2010. Процитовано 1 грудня 2010.
22. ↑  Amazon отключила скандальный ресурс WikiLeaks. Архів оригіналу за 6 грудня 2010. Процитовано 3 грудня 2010. [Архівовано 2010-12-06 у Wayback Machine.]
23. ↑  Скандальний сайт Wikileaks вбито американськими програмістами. Архів оригіналу за 6 грудня 2010. Процитовано 3 грудня 2010.
24. 1 2 3  Попытки блокировать работу сайта WikiLeaks перешли на новый уровень. Архів оригіналу за 7 грудня 2010. Процитовано 5 грудня 2010.
25. ↑  Visa и Mastercard заблокировали платежи в адрес WikiLeaks. Архів оригіналу за 10 грудня 2010. Процитовано 7 грудня 2010.
26. ↑  У Британії заарештовано засновника WikiLeaks. Архів оригіналу за 10 грудня 2010. Процитовано 7 грудня 2010.
27. ↑  Хакери зламали вебсайт Mastercard - bbc.co.uk. Архів оригіналу за 12 грудня 2010. Процитовано 9 грудня 2010.
28. ↑  «DIE PRESSE: WIKILEAKS — РУПОР КРЕМЛЯ» — ТСН. Архів оригіналу за 2 вересня 2016. Процитовано 2 вересня 2016.
29. ↑  Публикации WikiLeaks стали удивительным образом приносить пользу прежде всего России – "Немецкая волна". Гордон. 9 березня 2017. Архів оригіналу за 2 червня 2019. Процитовано 25 січня 2022.
30. ↑  Архівована копія. Архів оригіналу за 19 серпня 2017. Процитовано 19 серпня 2017.{{cite web}}:  Обслуговування CS1: Сторінки з текстом «archived copy» як значення параметру title (посилання)